# Riserva
Riserva betegner i den italienske DOC-regulering en vin, der er lagret i mindst to år; en vin fra høsten i efteråret 2005 må altså først sælges i 2007.
Lagring kan foregå på fad eller flaske og er således ikke nærmere reguleret. Som regel bliver især tunge riserva-rødvine lagret mindst 12 måneder på barrique-fade.
I Spanien findes en lignende betegnelse: reserva.